# Will Quadflieg
Friedrich Wilhelm Quadflieg, detto Will Quadflieg (Oberhausen, 15 settembre 1914 – Osterholz-Scharmbeck, 27 novembre 2003), è stato un attore e regista tedesco.

## Biografia
Fu uno dei più noti attori teatrali tedeschi nel dopoguerra ed è considerato - insieme a Matthias Wiemann (1902-1969) e a Gert Westphal (1920-2002) - uno dei massimi declamatori di poesie in lingua tedesca.
Recitò in opere di Schiller, Shakespeare, Ibsen, Schnitzler, ecc. e lavorò al fianco di Walter Felsenstein, Heinrich George, Gustaf Gründgens e Rudolf Noelte. Ha lavorato anche in qualità di dialoghista e direttore di doppiaggio per il cinema, e come adattatore e rielaboratore di testi teatrali per il teatro di prosa e per quello musicale.
Era il padre dell'attore Christian Quadflieg e della scrittrice Roswitha Quadflieg, nonché dell'attrice Sabina Trooger.
A lui è dedicata la piazza di fronte al teatro di Oberhausen (dal 2006).

### La morte
Will Quadflieg si spegne ad Osterholz-Scharmbeck, vicino a Brema, il 27 novembre 2003 a causa di un'embolia polmonare, all'età di 89 anni.
È sepolto nel Cimitero di Werschenrege, in Bassa Sassonia.

## Filmografia parziale

### Cinema
- Der Maulkorb, regia di Erich Engel (1938)
- Cuor di regina (Das Herz der Königin), regia di Carl Froelich (1940)
- Kora Terry, regia di Georg Jacoby (1940)
- La mia vita per l'Irlanda (Mein Leben für Irland), regia di Max W. Kimmich (1941)
- Destino (Schicksal), regia di Géza von Bolváry (1942)
- Ghepeu (G.P.U.), regia di Karl Ritter (1942)
- La grande ombra (Der große Schatten), regia di Paul Verhoeven (1942)
- Die Zaubergeige, regia di Herbert Maisch (1944)
- Philharmoniker, regia di Paul Verhoeven (1944)
- Solistin Anna Alt, regia di Werner Klingler (1945)
- Die Lüge
- Die tödlichen Träume, regia di Paul Martin (1951)
- Das ewige Spiel, regia di Frantisek Cáp (1951)
- Schwarze Augen, regia di Géza von Bolváry (1951)
- Die Försterchristl, regia di Arthur Maria Rabenalt (1952)
- Vergiß die Liebe nicht, regia di Paul Verhoeven (1953)
- Moselfahrt aus Liebeskummer, regia di Kurt Hoffmann (1953)
- Lola Montès, regia di Max Ophüls (1955)
- San Salvatore, regia di Werner Jacobs (1956)
- Faust regia Peter Gorski e, non accreditato, Gustaf Gründgens (1960)
- Die Reise, regia di Markus Imhoof (1986)

### Televisione
- Jedermann (1958)
- Ein Monat auf dem Lande (1960)
- Der Kammersänger (1964)
- Die Fliegen (1966)
- Gläubiger (1969)
- Totentanz (1970; ruolo: Edgar)
- Onkel Wanja - Bilder aus dem Landleben (1971)
- Der Kommissar (1 episodio, 1975)
- Der Menschenfeind (1976)
- Als wär's ein Stück von mir (1976)
- Die Ratten (1977; ruolo: Harro Hassenreuter)
- Kümmert euch nicht um Sokrates (1979; ruolo: Socrate)
- L'ispettore Derrick (Derrick, serie TV, episodio "Congresso a Berlino, 1979; ruolo: Prof. Braun-Gorres)
- Michael Kramer (1984; ruolo: Michael Kramer)
- Der große Bellheim (miniserie TV, 1993; ruolo: Herbert Sachs)
- Der gute Merbach (1994; ruolo: Clemens Merbach)
- L'ispettore Derrick (Derrick, serie TV, 1 episodio, 1994; ruolo: Robert Schreiber)
- Die Wildente (1994)

## Autobiografia
- Wir spielen immer Erinnerungen (1979)

## Premi & riconoscimenti[6]
- 1973: Albin-Skoda-Ring come miglior declamatore di lingua tedesca
- 1974: Maschera d'argento della Hamburger Volksbühne
- 1976: Grande croce al merito della Repubblica Federale Tedesca
- 1980: Großer Hersfeld-Preis
- 1984: Targa della Freie Akademie der Künste di Amburgo
- 1986: 1º Premio INTHEGA per il ruolo di Clausen in "Vor Sonnenuntergang"
- 1987: 1º Premio INTHEGA per il ruolo di Nat in "Ich bin nicht Rappaport"
- 1987: Deutscher Sprachpreis
- 1992: Premio della pace e della cultura della Villa Ichon
- 1994: Premio Adolf Grimme
- 1995: Premio Bambi alla carriera
- 1999: Lew-Kopelew-Friedenspreis
- Medaglia di Amburgo per la scienza e la cultura